# Farul nou de la Sulina
Farul nou de la Sulina este un far de aterizare situat în aval de orașul Sulina, România, pe extremitatea digului de sud al canalului Sulina, la gura de vărsare a acestuia în Marea Neagră. Farul este poziționat în punctul φ = 45º08'53"N, λ = 29º45'33"E, în dreptul Barei Sulina, și este unul din cele șapte faruri care asigură navigația în zona litoralului românesc.
Farul, pus în exploatare în anul 1983, este administrat de Forțele Navale Române, prin Direcția Hidrografică Maritimă.. 

## Istoric
Un document otoman vechi atestă că primul far din Sulina a fost construit pe malul stâng al Dunării, în jurul anului 1745, la inițiativa lui Beshir Agha, personalitate a Imperiului Otoman. Documentul mai amintește că localnicii trebuiau să se ocupe de îngrijirea farului și să furnizeze ceara necesară pentru iluminat.
Odată cu preluarea administrației gurilor Dunării de către Comisiunea Europeană a Dunării, a fost refăcut vechiul far turcesc din Sulina și au fost construite două faruri noi în aval de oraș, pe malul stâng și pe malul drept al Canalului Sulina. În 1922 au început ample lucrări de prelungire în mare a digurilor gurii Canalului Sulina, ceea ce a dus la scoaterea din uz a celor două faruri, deoarece ele nu se mai aflau poziționate la intrarea pe canal. Farul din oraș a continuat să funcționeze și după desființarea, în 1938, a Comisiunii Europene a Dunării, fiind transferat în proprietatea statului român, reprezentat de Administrația Fluvială a Dunării de Jos.
În anii 1970-1980 s-a decis realizarea unui far modern, care să permită ghidarea navelor de pescaj mare și care să fie construit în largul țărmului, aproape de capătul digului de sud al canalului. Proiectul farului a fost elaborat în cadrul Institutului de Proiectări pentru Transporturi Auto, Navale și Aeriene IPTANA-București, având ca autor pe arhitectul Ileana Luscov. Farul a intrat în exploatare în 1983, iar în 1996 a fost preluat de către Direcția Hidrografică Maritimă.

## Caracteristici
Farul nou de la Sulina este o structură din beton armat de culoare albă, cu o cupolă albă în vârf, având o înălțime totală de 48 de metri, din care turnul propriu-zis măsoară 47,20 metri. Înălțimea luminii este de 48 de metri. Fascicolul luminos este de culoare albă cu grup de trei sclipiri, perioada 16,2 s și sector de vizibilitate de 240º (165º-045º).
Farul de la Sulina are menirea de a ajuta navele care navighează pe timp de noapte să se orienteze asupra intrării pe canalul Sulina, din acest motiv numindu-se generic „de aterizare”. Lumina sa este vizibilă de la o distanță de 19 mile maritime. Farul este prevăzut cu reflector radar activ.

## Galerie de imagini

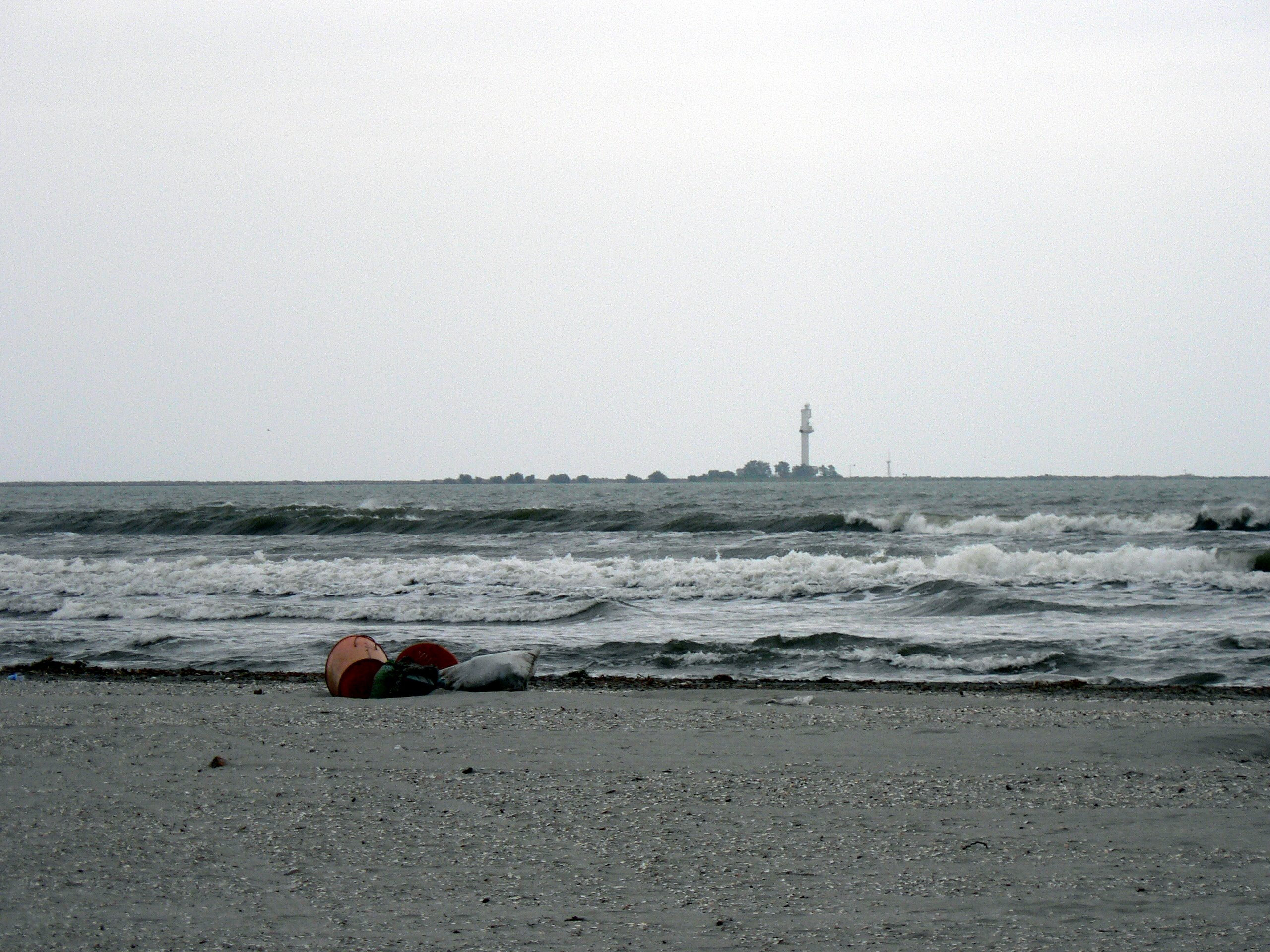
Farul văzut de pe plajă.
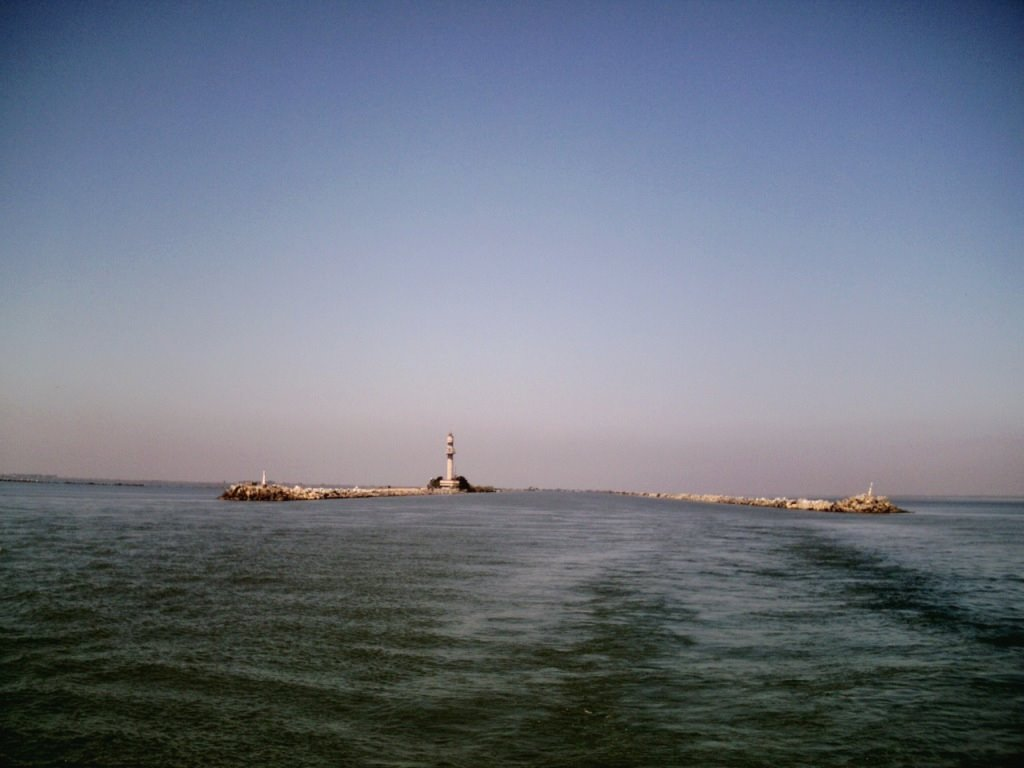
Farul nou văzut din larg.